# Мілославиці (Нижньосілезьке воєводство)
Мілославиці (пол. Miłosławice) — село в Польщі, у гміні Мілич Мілицького повіту Нижньосілезького воєводства.
Населення — 219 осіб (2011).
У 1975-1998 роках село належало до Вроцлавського воєводства.

## Демографія
Демографічна структура станом на 31 березня 2011 року:
|          | Загалом | Допрацездатний вік | Працездатний вік | Постпрацездатний вік |
| -------- | ------- | ------------------ | ---------------- | -------------------- |
| Чоловіки | 107     | 17                 | 80               | 10                   |
| Жінки    | 112     | 25                 | 62               | 25                   |
| Разом    | 219     | 42                 | 142              | 35                   |